# Аюб Пуртагі
Аюб Пуртагі Гуші (перс. ایوب پورتقی قوشچی; 1 січня 1973 — 29 вересня 2021) — іранський боксер, чемпіон Азії та Азійських ігор серед аматорів.

## Аматорська кар'єра
1994 року на чемпіонаті Азії, що проходив у Тегерані, став чемпіоном, здолавши у півфіналі Василя Жирова (Казахстан) і у фіналі Го Йонг Сам (Південна Корея).
Того ж року на Азійських іграх переміг Лакха Сінґха (Індія) та Го Йонг Сам (Південна Корея) і став чемпіоном.
На чемпіонаті Азії 1995 переміг Бахтіяра Баширова (Туркменистан), програв Василю Жирову (Казахстан) і завоював бронзову медаль.
На чемпіонаті світу 1995 програв у першому бою Ін Су Лі (Південна Корея).
На Олімпійських іграх 1996 програв у першому бою Жан-Луї Мандену (Франція) — 9-21.